# Жо Баккарт
Жозеф Баккарт (фр. Joseph Backaert, 5 серпня 1921, Льєж — 12 червня 1997) — бельгійський футболіст, що грав на позиції півзахисника за клуб «Олімпік» (Шарлеруа).

## Клубна кар'єра
У футболі дебютував 1949 року виступами за команду «Олімпік» (Шарлеруа), кольори якої і захищав протягом усієї своєї кар'єри гравця, що тривала сім років. 

## Виступи за збірну
Був присутній в заявці збірної на чемпіонаті світу 1954 року у Швейцарії, але на поле не виходив.
Помер 12 червня 1997 року на 76-му році життя.